# Lince (moneda)
El Lince Ibérico o Spanish Doubloon (Doblón español) es una moneda bullion de oro emitida por el Reino de España, acuñada por primera vez en 2021. La calidad de su acuñación es de Proof Reverso, por el que los motivos tienen brillo a espejo mientras que el fondo es mate. Es la primera emisión de una moneda bullion de oro de España que se ha convertido en una serie basada en animales de la península ibérica, que va cambiando cada año en su reverso. En la edición inicial de 2021 se fijó por ley una tirada máxima de 12.000 monedas. 
Emitida por orden gubernamental ETD/890/2021, de 12 de agosto, por la que se acuerda la emisión, acuñación y puesta en circulación de monedas de colección dedicadas al lince ibérico, ha causado una gran expectación y debate entre la comunidad coleccionista e inversora en monedas y bullion del país emisor. En 2022 salió una versión pequeña de la moneda con el valor facial de 15 céntimos de euro.

## Características

### Anverso

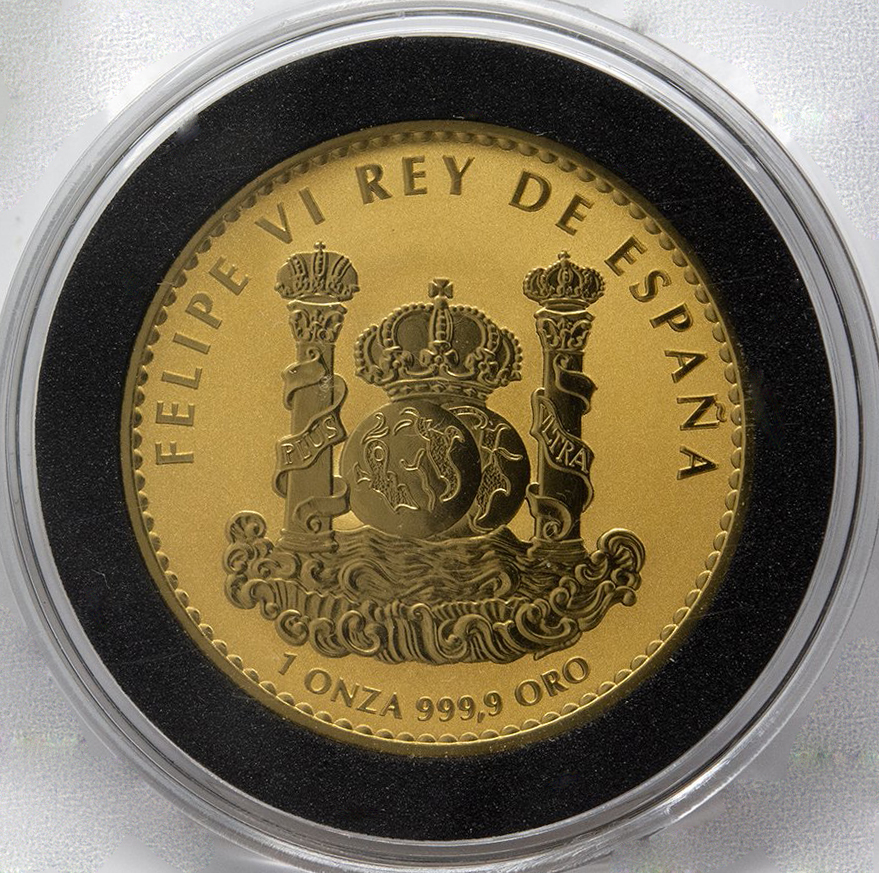
Anverso de la moneda con el Real de a ocho y las palabras «Felipe VI Rey de España».

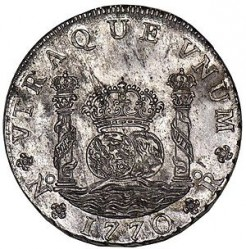
Moneda Real de a ocho de 1770 acuñada en Bogotá durante la época del Virreinato de Nueva Granada, inspiración del anverso de la moneda Lince Ibérico.

En el anverso se reproducen los motivos y leyendas de un real de a ocho, de tipo columnario: dos hemisferios bajo corona real, flanqueados por las columnas de Hércules con el lema PLUS VLTRA, todo ello sobre un mar con oleaje. En la parte superior, en sentido circular y en mayúsculas, aparece la leyenda FELIPE VI REY DE ESPAÑA. En la parte inferior de la moneda, en sentido circular, la leyenda 1 ONZA 999,9 ORO. Rodea los motivos y leyendas una gráfila de piñones.

### Reverso

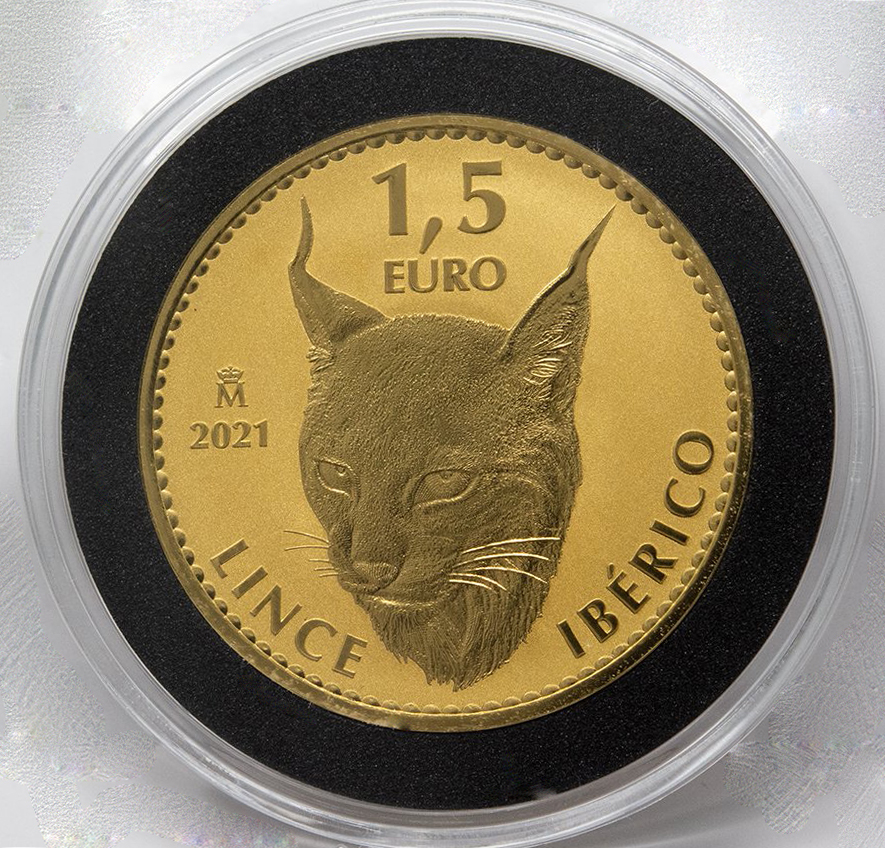
Reverso de la moneda con una cabeza de un lince ibérico, el año de acuñación y las palabras «lince ibérico».

En el reverso se reproduce una imagen de la cabeza de un lince ibérico. A su izquierda la marca de Ceca y el año de acuñación 2021. En la parte superior de la moneda, en dos líneas, el valor facial 1,5 EURO. En la parte inferior y en sentido circular, la leyenda LINCE IBÉRICO. Rodea los motivos y leyendas una gráfila de piñones.

## Tirada
En 2021 se dio la tirada inicial con 12.000 ejemplares para todo el mundo.

## Sucesoras
2022
En 2022 se puso a la venta el Toro, con 15.000 ejemplares de tirada máxima y mismas características y valor que la moneda Lince. Se considera que es la misma serie de monedas aunque se cambió el motivo por un toro de lidia se rediseñó el columnario del anverso. 
También en 2022 se puso a la venta la moneda en su variante pequeña de 1/10 de onza con el mismo diseño igual al del Lince pero con valor de 15 céntimos.
2023
En 2023 se puso a la venta el Caballo Cartujano, con 12.000 ejemplares de tirada máxima y mismas características y valor que las dos monedas de onza anteriores. El columnario usado en el anverso era el mismo que en el Toro, quedando ese diseño como definitivo para la serie.
También en 2023 se puso a la venta la nueva variante de la moneda de 1/10 de onza con el mismo diseño del Toro, con valor de 15 céntimos.
2024
En 2024 se puso a la venta la moneda en su variante pequeña de 1/10 de onza con el diseño de Caballo Cartujano, con valor de 15 céntimos.
También en 2024 se puso a la venta el Águila Imperial, con 12.000 ejemplares de tirada máxima y mismas características y valor que las tres monedas de onza anteriores de valor de 15€.